# Parc national de Bantimurung-Bulusaraung
Le parc national de Bantimurung-Bulusaraung est un parc national situé dans le sud de l'île de Célèbes en Indonésie, à environ 80 km au nord-est de Makassar, la capitale de la province de Sulawesi du Sud. Le parc abrite les collines de calcaire de Rammang-Rammang, la deuxième plus grande zone de karst au monde.
En 2023, l'Unesco désigne le parc et sa région au titre de réserve de biosphère.

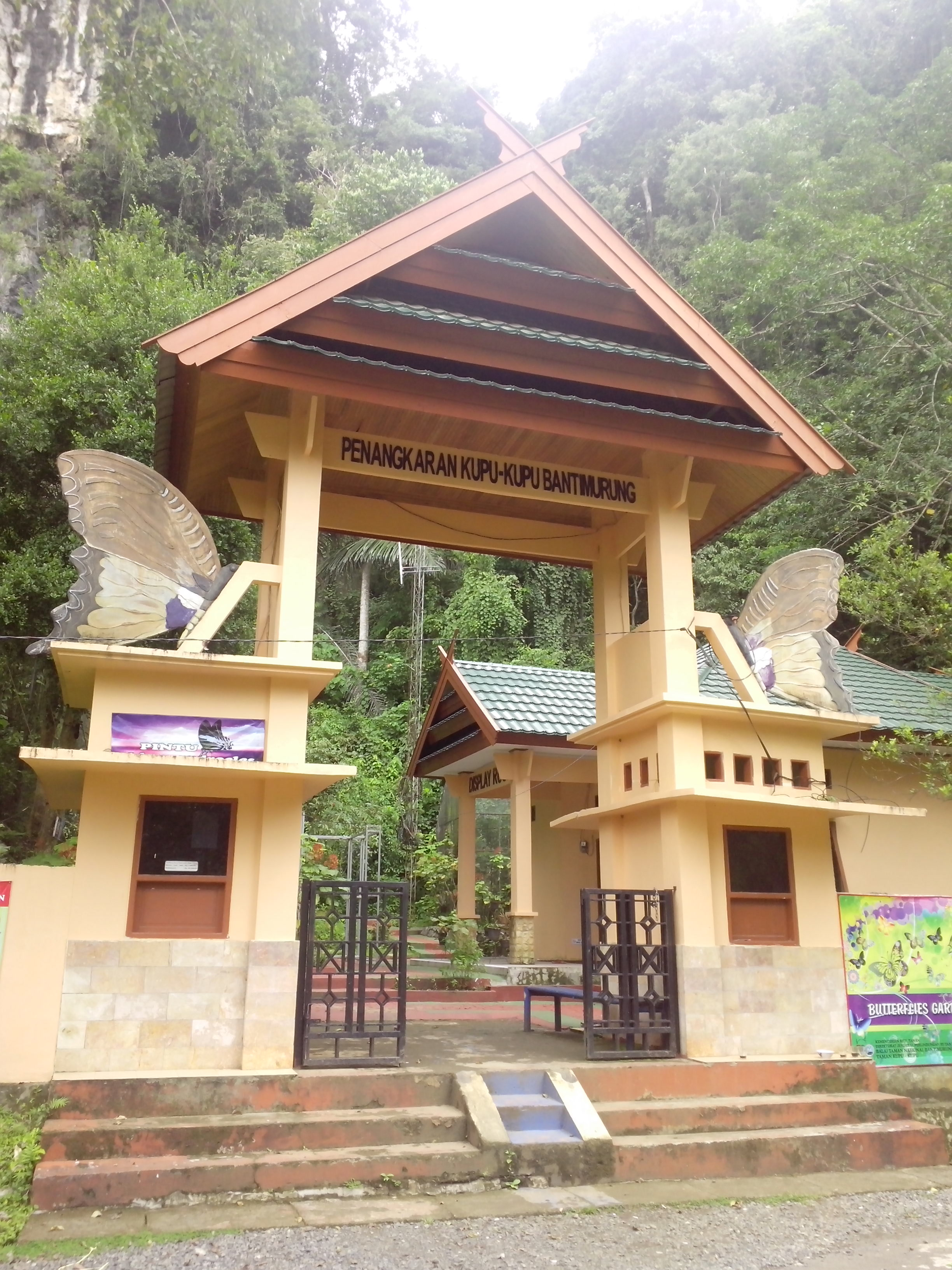
Aire de reproduction pour papillons.
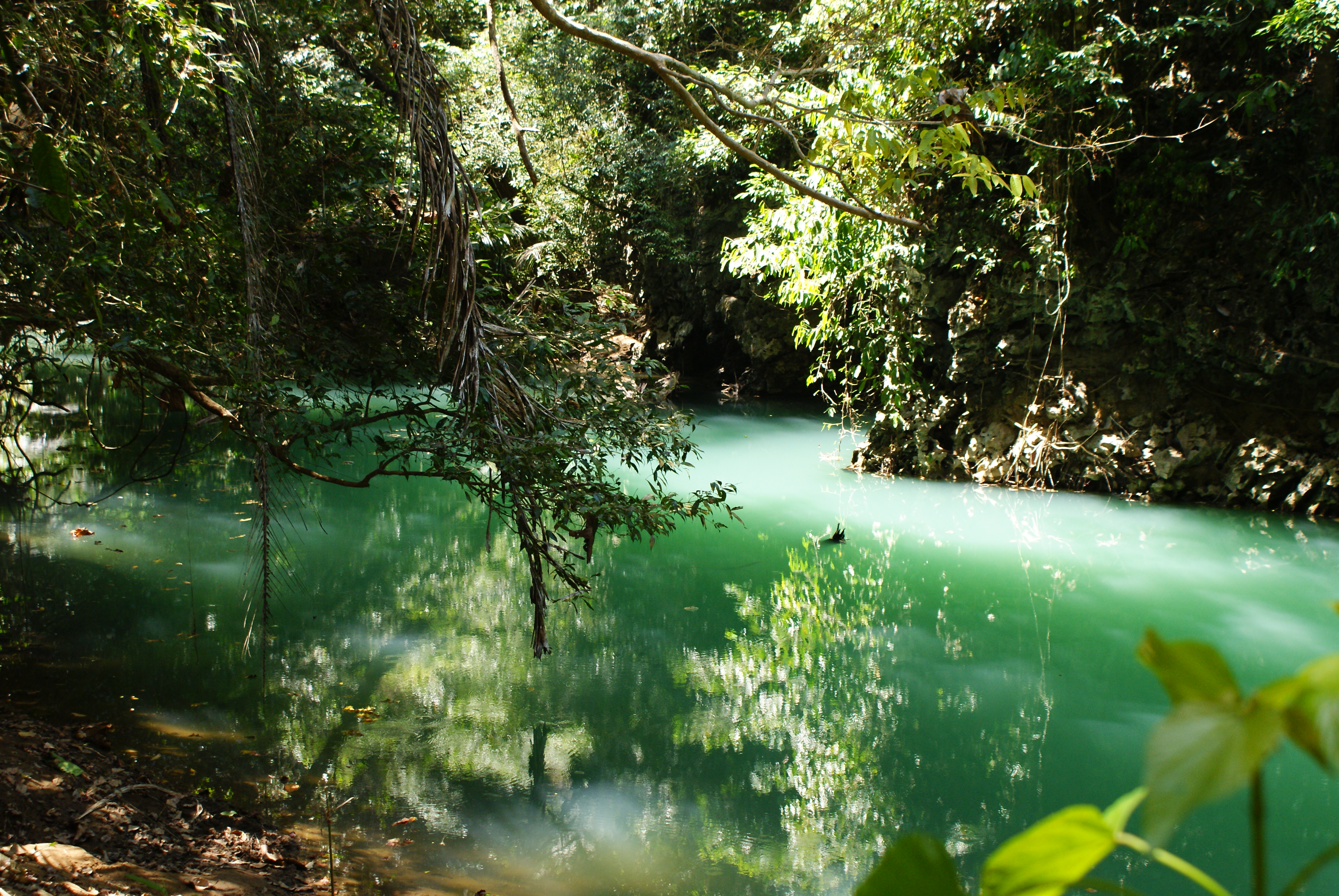
la Green River.
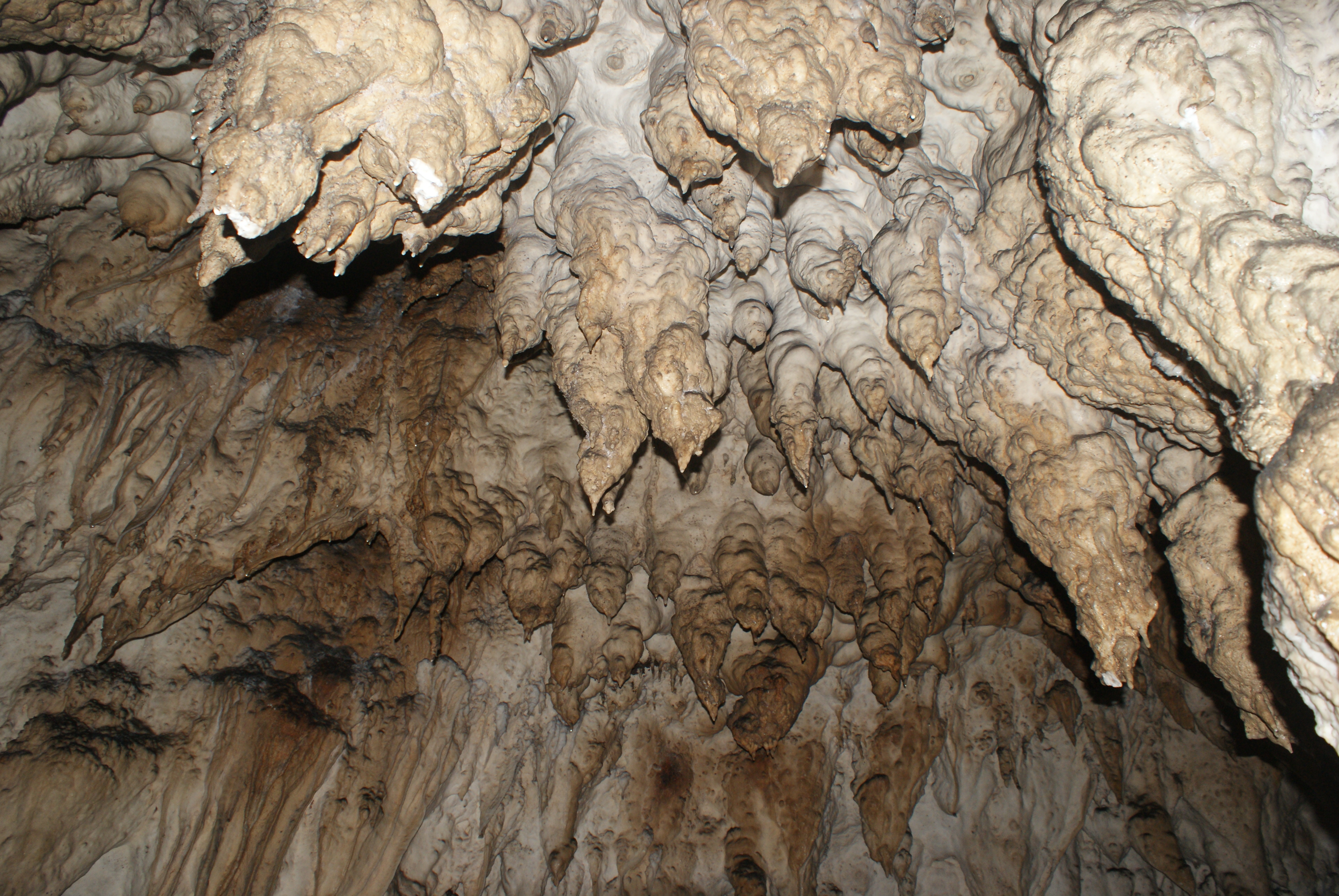
grotte.
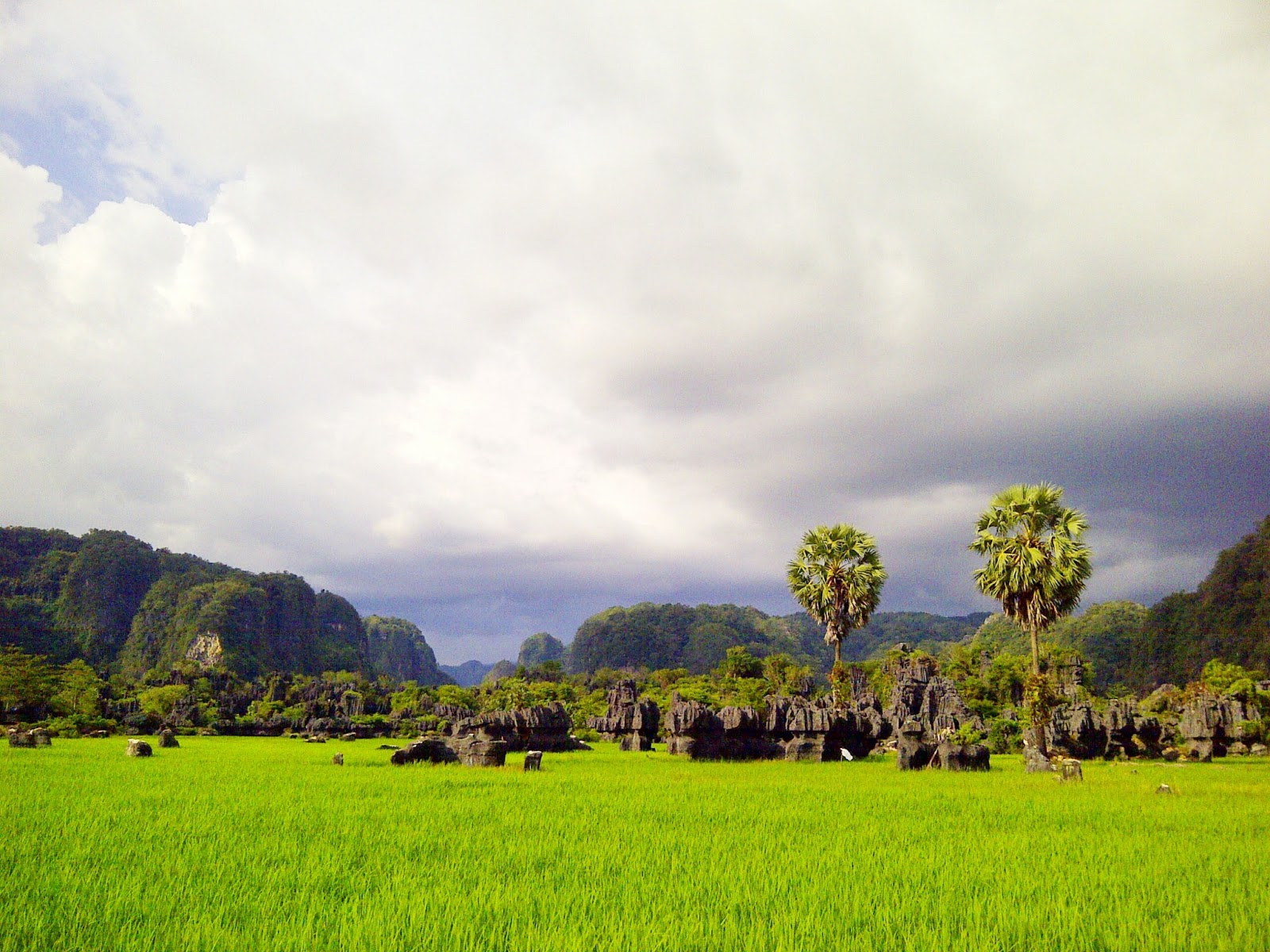
Paysage karstique à Rammang-Rammang.

La très grande biodiversité en papillons de ce parc a chuté  de près de 300 espèces à 89 à cause de la chasse aux papillons, de la forte densité de population et des constructions immobilières pour le tourisme.